# Fals (Barcelona)
Fals es una localidad perteneciente al municipio de Fonollosa, en la provincia de Barcelona, comunidad autónoma del Cataluña, España. En 2021 contaba con 340 habitantes.